# Neuhaeusel
Neuhaeusel (en alsacià Neihisel) és un municipi francès, situat a la regió del Gran Est, al departament del Baix Rin. L'any 2004 tenia 326 habitants.
Forma part del cantó de Bischwiller, del districte de Haguenau-Wissembourg i de la Comunitat de comunes del Pays Rhénan.

## Demografia
| 1962 | 1968 | 1975 | 1982 | 1990 | 1999 |
| ---- | ---- | ---- | ---- | ---- | ---- |
| 206  | 210  | 216  | 239  | 269  | 274  |

## Administració
| Període | Identitat        | Partit | Qualitat |  |
| ------- | ---------------- | ------ | -------- |  |
| 2001-   | Clément Philipps |        |          |  |